# Pantanal Futebol Clube
Pantanal Futebol Clube é um clube brasileiro de futebol com sede em Ladário, no estado de Mato Grosso do Sul. Utiliza o estádio Vicente Fortunato como local para suas partidas como mandante.

## História
Em 13 de dezembro de 1987, o clube foi fundado com o nome de Ladário Futebol Clube. Em 2003, foi renomeado para Ladário Pantanal Futebol Clube, e então, em 2004 alterou sua nomenclatura para Pantanal Futebol Clube. Disputou o estadual de Mato Grosso do Sul em 2010 e terminou a competição rebaixado e nunca mais retornou.

## Estádio
Em sua história, o Pantanal Futebol Clube manda seus jogos em dois estádios, o Vicente Fortunato, localizado em Ladário, que tem capacidade máxima para 3.500 pessoas,  e o Arthur Marinho, que tem capacidade para 10.000 pessoas e está localizado em Corumbá.